# Théodelapius de Spolète
Théodelap ou Théodelapius duc de Spolète entre 601/602 et 641/653.

## Éléments de biographie
Théodelap est l'un des fils du duc Faroald qui sont écartés du trône sans doute à cause de leur âge à la mort de leur père. Après la mort du duc  Ariulf vers 601/602, Theodelap et l'un de ses frères, on ignore lequel est l'aîné ou le cadet se disputent le duché. Théodelapius est vainqueur et devient duc. Il exerce sa fonction pendant près d'un demi-siècle jusqu'à sa mort. Aucun des événements de son règne n'a été retenu mais il semble qu'il ait été largement ou même totalement indépendant du pouvoir des rois des Lombards qui se succèdent à cette époque d'Agiluf à Rodoald. Il a comme  successeur un nommé Atto ou Attulf.

## Sources
- Gianluigi Barni La conquête de l'Italie par les Lombards Le Mémorial des Siècles VIe siècle. Édition Albin Michel Paris 1975.Paul Diacre, Histoire des Lombards Livre IV p. 318.